# 이항방정식

## 이항방정식
이항방정식(二項方程式,a binomial equation)은 이항연산을 대수적 구조로 갖는 방정식을 보여준다.
이항방정식은 n을 양의 정수, A를 양이나 음, 또는 허수라 할 때, {\displaystyle X^{n}-A=0}의 형식으로 바뀌는 방정식이다.
{\displaystyle x^{n}=a\ ,}  변수항=상수항 또는
{\displaystyle x^{n}=y^{n}\ ,} 변수항= 변수항의 형태로,
좌변과 우변에 각각 한개의 항을 가진 2항의 방정식 꼴이다.

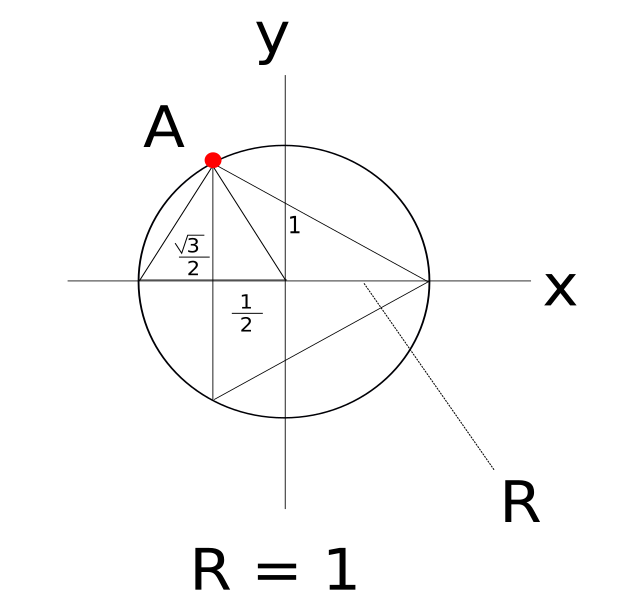
원에 내접하는 정삼각형의 교점(equilateral triangle&circle)

{\displaystyle x^{n}=y^{n}}는
{\displaystyle a^{2}=b^{2}}
{\displaystyle a^{2}-b^{2}=0\,,}일때
{\displaystyle a^{2}-b^{2}=(a+b)(a-b)}의  곱셈공식과인수분해와 관계가 있고,
{\displaystyle x^{n}=a} 는
{\displaystyle x^{n}=1},
{\displaystyle x^{n}-1=0}처럼 n차방정식(3≤n)인 고차방정식의 특수형태이기도 하기에 중요하게 다루어지기도 한다.

## 복소근
드무아브르의 공식을 통해서, n차방정식의  n개의 근(대수학의 기본 정리)의 계수 ω등에서 주요한 역할을 한다.
{\displaystyle z^{n}=a}을 예약하고,
{\displaystyle z^{3}=1}일때,
{\displaystyle z=\alpha (cosx+isinx),x=\theta ,\alpha =roots} (근의 계수 들{\displaystyle \;\;\omega ^{n}})
{\displaystyle z^{3}=(\alpha (cosx+isinx))^{3}=1(cosx+isinx)}
{\displaystyle \alpha ^{3}(cosx+isinx)^{3}=1(cos360^{\circ }+isin360^{\circ })}
{\displaystyle \alpha ^{3}(cos3x+isin3x)=1(cos360^{\circ }+isin360^{\circ })}
{\displaystyle \alpha ^{3}=1}에서 {\displaystyle 3x=360^{\circ }+360^{\circ }}
{\displaystyle x=120^{\circ }k_{n}+120^{\circ }k_{n}} {\displaystyle \qquad ,\;k=\{n-1,n-2,...,n-n\}=2,1,0}
{\displaystyle x=120^{\circ },240^{\circ },0^{\circ }}
{\displaystyle \therefore z=cos120^{\circ }+isin120^{\circ },cos240^{\circ }+isin240^{\circ },cos0^{\circ }+isin0^{\circ }}

{\displaystyle z^{3}=1,roots=-{1 \over 2}+{{\sqrt {3}} \over 2},-{1 \over 2}-{{\sqrt {3}} \over 2},1=\omega ^{1},\omega ^{2},\omega ^{3}}

## 허수
이항방정식의 특수한 경우
{\displaystyle x^{2}=-1}
{\displaystyle x={\sqrt {-1}},} 이것은 허수이다.
{\displaystyle x=i}

## 같이 보기
- 3차 방정식
- 복소수
- 1의 거듭제곱근